# Amar sin mentiras
Amar sin mentiras es el título del séptimo álbum de estudio grabado por el cantautor puertorriqueño-estadounidense Marc Anthony. Fue lanzado al mercado bajo los sellos discográficos Sony Discos y Columbia Records el 8 de junio de 2004. El álbum fue producido por el cantautor y músico colombiano Estéfano y además cuenta con 10 canciones.

## Premios y nominaciones
Este álbum ganó el Premio Grammy al Mejor Álbum de Pop Latino en los 47°. entrega de los Premios Grammy celebrados el domingo 13 de febrero de 2005 y además fue nominado para el Premio Grammy Latino al Mejor Álbum Pop Vocal Masculino en los 6°. entrega de los Premios Grammy Latinos celebrados el jueves 3 de noviembre de 2005. Ahora quién llegó al #1 en la lista Billboard Hot Latin Tracks en 2004.

## Lista de canciones
| Amar sin mentiras |                                    |                                          |                |          |  |
| N.º               | Título                             | Escritor(es)                             | Productor (es) | Duración |  |
| 1.                | «Ahora quién»                      | Estéfano · Julio C. Reyes                | Estéfano       | 5:05     |  |
| 2.                | «Escapémonos» (con Jennifer López) | Estéfano · Julio C. Reyes                | Estéfano       | 4:45     |  |
| 3.                | «Se esfuma tu amor»                | Estéfano · José Luis Pagán               | Estéfano       | 3:52     |  |
| 4.                | «Valió la pena»                    | Marc Anthony · Estéfano                  | Estéfano       | 3:42     |  |
| 5.                | «Tu amor me hace bien»             | Estéfano                                 | Estéfano       | 4:36     |  |
| 6.                | «Tan sólo palabras»                | Estéfano · Julio C. Reyes                | Estéfano       | 3:42     |  |
| 7.                | «Volando entre tus brazos»         | Estéfano · Julio C. Reyes                | Estéfano       | 4:25     |  |
| 8.                | «Nada personal»                    | Marc Anthony · Estéfano · Julio C. Reyes | Estéfano       | 4:38     |  |
| 9.                | «Amigo»                            | Erasmo Carlos · Roberto Carlos           | Estéfano       | 3:41     |  |
| 10.               | «Amar sin mentiras»                | Estéfano · Julio C. Reyes                | Estéfano       | 4:50     |  |
| 43:16             |                                    |                                          |                |          |  |

## En la cultura popular
La balada romántica Ahora quién fue usada para el tema principal de la telenovela mexicana de la cadena de televisión TV Azteca La heredera (2004-2005), protagonizada por Silvia Navarro y Sergio Basáñez. 
La balada romántica Tan sólo palabras fue usada para el tema principal de la telenovela colombiana de la cadena de televisión RCN Televisión La viuda de la mafia (2004-2005), protagonizada por Carolina Gómez y Abel Rodríguez.

## Créditos y personal
- Jennifer López - voz
- Andrew Synowieck - Guitarra eléctrica
- Julio C. Reyes - piano
- Guillermo Vadala - bajo
- Daniel Ávila - batería
- Juan José "Chaqueno" Martínez, Eduardo Avena - persución
- Álex Batista, Claudio Ledda, Diana Pereyra, Ana Karfi, Dorita, Chávez, Vicky Echeverri, José Luis Pagán - coros

© MMIV. Sony Music Entertainment Inc.

## Posiciones en la lista de éxitos
| Lista (2004)                    | Máxima posición |
| ------------------------------- | --------------- |
| Dominican Republic Album Chart  | 7               |
| Spanish Albums Chart            | 1               |
| Switzerland Albums Chart        | 37              |
| U.S. Billboard 200              | 26              |
| U.S. Billboard Top Latin Albums | 1               |
| U.S. Billboard Latin Pop Albums | 1               |

### Sucesión y posicionamiento
| Predecesor: Girando sin parar de 3+2 | PROMUSICAE Álbum Chart — Álbum N°. 1 16 de agosto de 2004 - 22 de agosto de 2004 | Sucesor: Sin noticias de Holanda de Melendi |

| Predecesor: Con mis propias manos de Lupillo Rivera | U.S. Billboard Top Latin Albums — Álbum N°. 1 26 de junio de 2004 - 16 de julio de 2004 | Sucesor: Veintisiete de Los Temerarios |

| Predecesor: Seducción de Jennifer Peña | U.S. Billboard Latin Pop Albums — Álbum N°. 1 26 de junio de 2004 - 17 de septiembre de 2004 | Sucesor: No soy de nadie de Pepe Aguilar |